# Армія опору Господа
Армія опору Господа (АОГ або LRA, Lord's Resistance Army) — угандійське націоналістичне парахристиянське повстанське угрупування. Рекрутує своїх солдатів із представників народності ачолі.
Заснована Джозефом Коні, який оголосив себе пророком і гласом Святого Духа, моральним наступником Еліса Лаквени, привласнив собі титул генерал-майора. Другою людиною в армії певний час був Вінсент Отті (англ. Vincent Otti), який, за деякими відомостями, був страчений Джозефом Коні 2 жовтня 2007. Угрупування діє з 1987, воюючи проти уряду Мусевені за встановлення в Уганді теократичного режиму, заснованого на 10 біблейських заповідях. Спершу угруповання носило назву «угандійська народно-демократична християнська армія», потім змінила його на «угандійська християнсько-демократична армія», з 1991-92 рух носить свою сучасну назву. В іделогіі організації елементи християнського вчення поєднуються з традиційними африканськими віруваннями.
Передбачається, що бази і опорні пункти АОГ знаходяться в Південному Судані та на суміжних до Уганди територіях ДР Конго. Негативну популярність армія отримала через масові викрадання дітей, з яких вербують бойовиків. За ідеологією організації, нове суспільство можна побудувати тільки з дітей, не займаних гріхами сучасного світу.

## Акції
- 17 жовтня 1996 — напад на конвой, поліцейську дільницю і школу, де викрали 150 учениць. Північний захід Уганди.
- 23 січня 2006 — вбивство 8 гватемальських миротворців ООН на сході ДР Конго.
- 12 червня 2006 — напад на передмістя суданського міста Джуба
- 7 червня 2008 — напад на село Набанга в Південному Судані. Загинули 23 людини, у тому числі 14 солдатів.
- Грудень 2008 року — на Різдво повстанці вбили близько 400 мирних жителів в ДР Конго